# Julien-Jacques Moutonnet-Clairfons
Julien-Jacques Moutonnet-Clairfons est un érudit français né au Mans en 1740 et mort à Paris en 1813. 
Il fit ses études chez les oratoriens du Mans et devint un excellent helléniste. Désireux de trouver quelque position avantageuse, il vint à Paris et, pour ménager ses modiques ressources, il dut faire le voyage à pied ; le surnom de Clairfons, qu’il ajouta à son nom patronymique de Moutonnet, lui rappelait un épisode de ce voyage pédestre, une halte auprès d’une source dont l’aspect pittoresque l'avait frappé. 
En arrivant à Paris, il entra comme précepteur dans une grande famille et noua quelques relations avec divers gens de lettres, Jean-Jacques Rousseau entre autres. Il se maria, demanda ses moyens d’existence à un modeste emploi dans l’administration des postes et cultiva un peu les lettres durant ses loisirs. 

## Œuvres
C’est par d’estimables traductions du grec, du latin et de l’italien que Moutonnet-Clairfons s’est fait connaître. On lui doit les Baisers de Jean Second, traduction française accompagnée du texte latin (1771, in-8°) ; Anacréon, Sapho, Bion et Moschus (1773, in-8°), traduction jugée assez bonne pour avoir été souvent contrefaite ; l’Enfer de Dante, trad. accompagnée du texte, de notes et d’une vie de Dante (1776, in-8°) ; une traduction du Paradis est restée manuscrite. 
Ses ouvrages d’imagination sont assez faibles. Citons les Îles fortunées (1771, in-8°) et la suite de ce petit roman moral : l’Hirondelle et ses petits  (1772) ; la Bonne mère, la Fille bien née (1772), autres nouvelles morales. 
On lui doit encore un Manuel épistolaire, choix de lettres puisées dans les auteurs français et latins (1788, in-12), et quelques brochures de polémique : le Véritable philanthrope (1790, in-8°) où il prit la défense de Jean-Jacques Rousseau ; Morel dénoncé au public comme plagiaire (1803, in-8°). 
Confiné jusqu’à la fin de ses jours dans son petit emploi, Moutonnet avait pris pour devise ces deux vers latins de sa façon :
Aurea libertas blande respexit amantem ;

Sperno divitias otioloque fruor.
Il mourut des suites d’une opération de la taille.

## Source
« Julien-Jacques Moutonnet-Clairfons », dans Pierre Larousse, Grand dictionnaire universel du XIXe siècle, Paris, Administration du grand dictionnaire universel, 15 vol., 1863-1890 [détail des éditions].